# Csokonai Kulturális Központ
A Csokonai Rendezvényház Budapest XV. kerületének kulturális, közművelődési és sportéletét összefogó intézményi központja. A XV. Eötvös utca 64-66. szám alatt található épületben egyszerre művelődési ház és közművelődési adminisztratív központ is található.

## Története
Az épület eredetileg a Rákospalotai Általános Ipartestület székházaként épült 1912-ben Nagy János tervei alapján. Az ipartestület székháza már kezdettől helyszíne volt Rákospalota kulturális életének, később felépült színházterme lényegében az egyetlen nagy befogadóképességű terem volt a község, majd a város területén. 1946 és 1949 között több lépcsőben megszüntették az ország ipartestületeit, vagyonukat, ingatlanjaikat állami tulajdonba vették - erre a sorsra jutott a rákospalotai ipartestületi székház is 1948-ban.

1950, vagyis Nagy-Budapest létrejöttét követően Pestújhelyből és Rákospalotából kialakított XV. kerület közművelődési központjaként a pestújhelyi ipartestület székházát jelölték ki (kezdetben József Attila Kultúrotthon, majd 1965-től Zalka Máté Művelődési Ház néven), ám már az első pillanattól kezdve volt igény rákospalotai művelődési otthon kialakítására is. Az Eötvös utcai épület kezdetben a hadkiegészítő parancsnokság kerületi székháza volt, majd társbérletben működött benne művelődési ház, mígnem a teljes épületet birtokba nem vehették.
A Csokonai létrejöttének pontos dátumát azért nem ismerjük, mert az 1956-os forradalomban az erre vonatkozó iratok elvesztek, az 1958-ban kért pótlásukkor pedig minden irat 1958-as dátummal lett kiállítva, holott a művelődési ház akkor már évek óta működött. Az alapítás legvalószínűbb éve 1954, a névadásé pedig 1955, Csokonai Vitéz Mihály halálának 150. évfordulója.

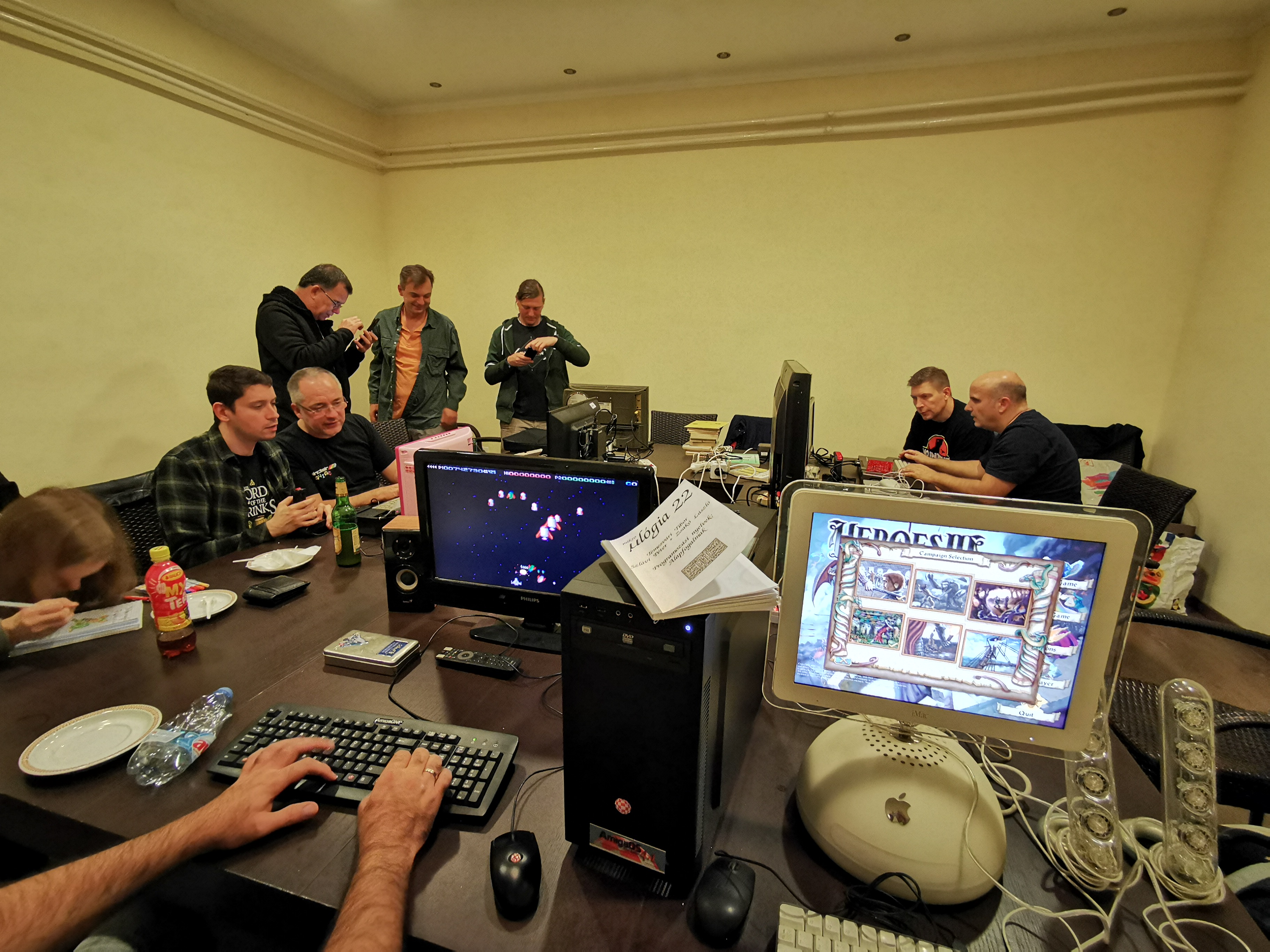
Csokonai Mikroklub

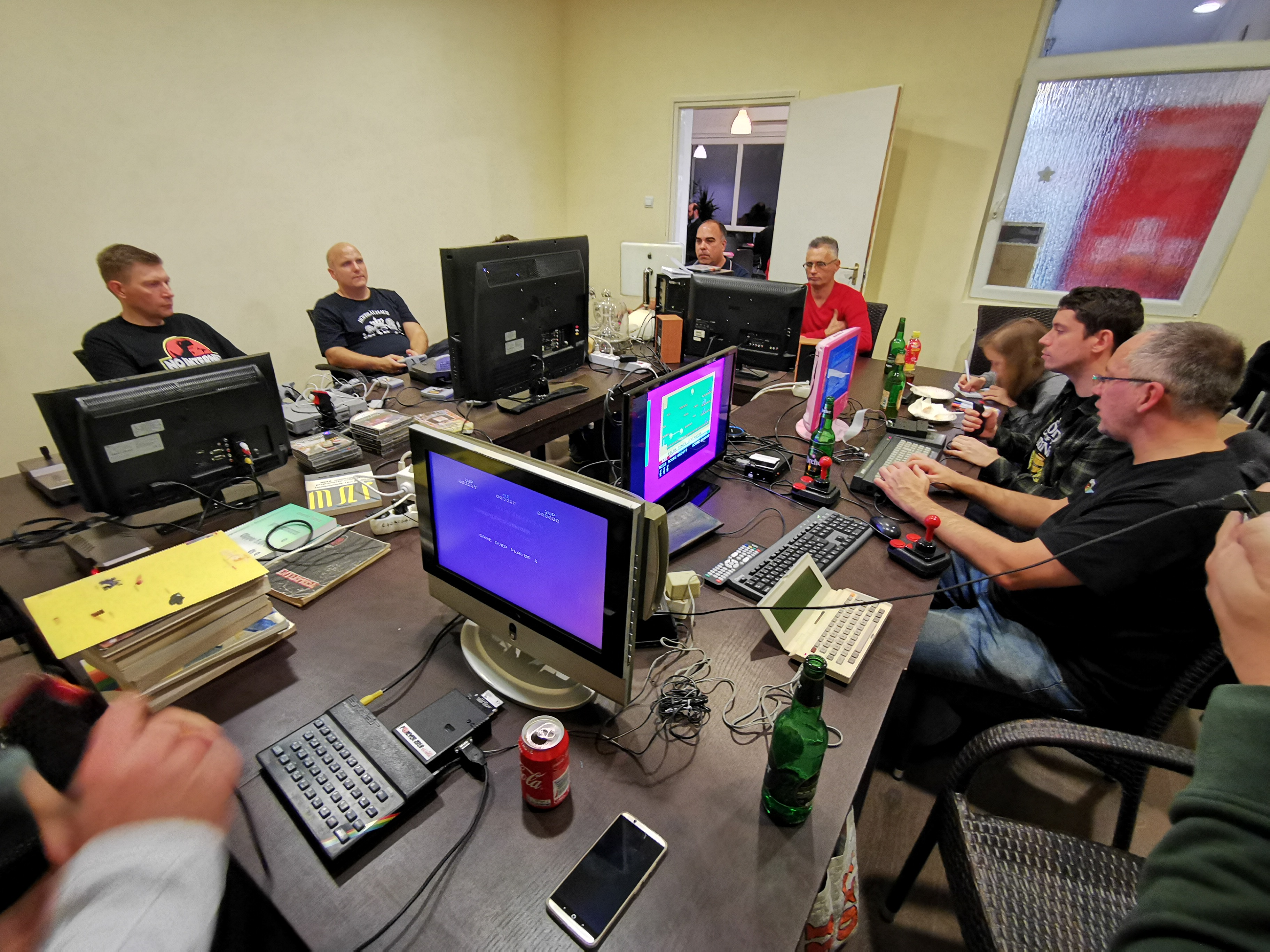
Csokonai Mikroklub

A Csokonaiban 1968-ban saját nyomdát alakítottak ki, ami a mai napig működik, így a művelődési ház és az intézményhálózat számos kiadványa (brosúrák, könyvek) helyben készülnek. 1982-ben kezdett kialakulni az a számítógépes klub, ami - még a PC-k megjelenése előtt, kezdetben a Commodore 64 és a Sinclair Spectrum gépekkel barátkozóknak nyújtott találkozási helyet tapasztalat- és fájlcserére. A rendszerváltás időszakáig egyre népszerűbb klub az informatikai ismeretek iskolarendszeren kívüli elterjedésének egy fontos helyszíne volt. Az 1990-es évek közepétől - elsősorban az internet elterjedésének hatására - az érdeklődés megcsappant, bár különböző kisebb klubok ma is működnek az intézményben, ahogy retró kiállítások is vannak időről időre mind a mai napig (ilyen például a fYaNIca is).
2015 április 1-től a kerület kulturális és a sport- szabadidős intézményhálózatát egyesítették, a Csokonai Művelődési Központ neve Csokonai Kulturális és Sportközpontra változott. Alig három évvel később, 2018. július 1-től a sportintézményeket ismét leválasztották, hozzácsatolták a Nyitott Ajtók Együttműködési Irodát, és az intézmény neve Csokonai Kulturális Központ lett.

## Tagintézményei
A Csokonai Kulturális Központhoz tartozó kerületi intézmények:
- Csokonai Művelődési Ház
1153 Eötvös utca 64-66.
- Pestújhelyi Közösségi Ház
1158 Szűcs István utca 45.
- Csokonai Kulturális Központ Könyvtára (volt: Pedagógiai Szakkönyvtár 1987-2012 , Dokumentumtár és Információs Központ 2012-2020 augusztus 24.)
1153 Bocskai utca 70-78.
- Kozák téri Közösségi Ház
1154 Gábor Áron utca 58/c.
- Rákospalotai Múzeum
1158 Pestújhelyi út 81.
- Újpalotai Szabadidő Központ
1157 Zsókavár utca 15.
- Kikötő Ifjúsági és Közösségi Sziget
1156 Száraznád utca 5.
- Nyitott Ajtók Együttműködési Iroda
1151 Fő út 64. (megszűnt 2020 májusában)                                                                                                                                                                                                                                                 1156 Páskomliget utca 6.

A 2018. július 1-i átalakulás során levált intézmények:                                                                                                                               
- Budai II László Stadion
1152 Széchenyi tér 8-10.
- Szántóföld utcai Sporttelep és Napközis Tábor
1151 Szántóföld u. 3.
- Tanuszoda
1155 Széchenyi út 89.
- Vasgolyó utcai Sporttelep
1158 Vasgolyó utca 51.
- A kerület további tíz műfüves labdarúgó-pályája
- Gyermektáborok és üdülők Bernecebarátiban, Siófokon, Gárdonyban

## Kiadványai
A Csokonai kiadványai általában az intézményhálózat tagjain keresztül jelennek meg (pl.: Rákospalotai Múzeum), az egyetlen saját kiadású lapja a Helyem Házam Palotám helytörténeti folyóirat. Rendszeresen megjelenő kiadványa volt még az Újpalotai Szabadidő Központon keresztül kiadott, évente 10 alkalommal megjelenő közéleti, kulturális folyóirat, az Újpalota2000, mely 1993 tavaszától 2008-ig jelent meg.

## Vezetői
A művelődési ház, illetve az intézményhálózat vezetői voltak:
Baracskai Sándorné, Báti Bódog, Bezerédi Erika (jelenleg is), Bodméri Géza, Bojti Imréné, Dózsa Emma, Gallai Géza, Gerő Lóránt, Padisák Mihályné, Száraz György,  Török Virág, Tóth Lajos, Vas Károlyné